# Rance (Belgique)
Pour les articles homonymes, voir Rance.
Rance est une section de la commune belge de Sivry-Rance située en Région wallonne dans la province de Hainaut.
C'était une commune à part entière avant la fusion des communes de 1977.
Lors de la fusion des communes de 1977, les anciennes communes de Grandrieu, Montbliart, Rance, Sautin et Sivry ainsi qu'une partie du territoire de Solre-Saint-Géry ont été réunies pour former la nouvelle commune de Sivry-Rance.

## Géographie
Ce gros village se trouve au bord de l'Eau d'Eppe, à mi-chemin entre les villes de Beaumont et Chimay. Il est surtout connu pour son ancienne activité marbrière.

## Évolution démographique
- Sources : INS, Rem. : 1831 jusqu'en 1970 = recensements, 1976 = nombre d'habitants au 31 décembre.

## Histoire

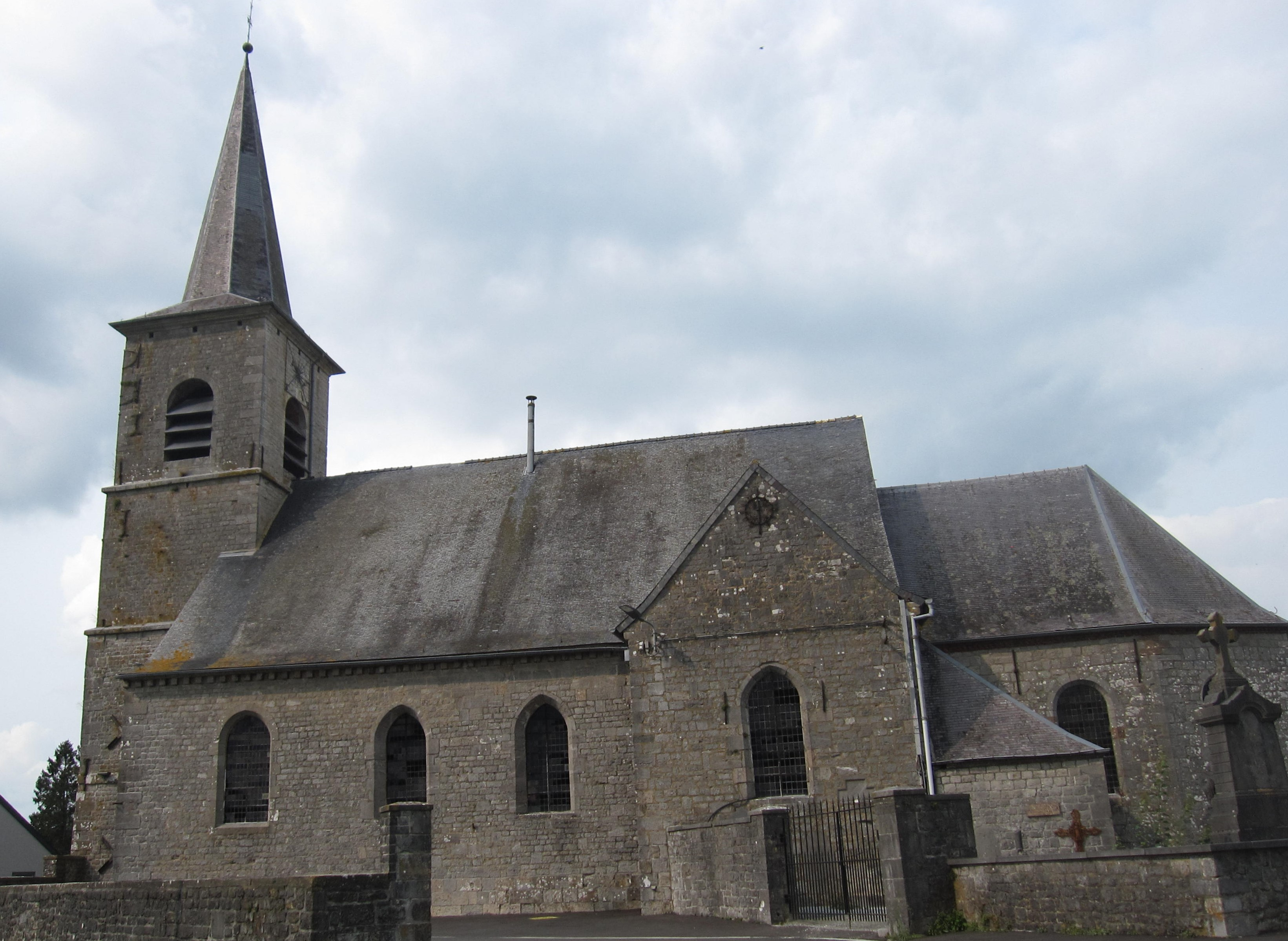
Église Sainte-Aldegonde de Rance.

Vers l'an 700, la forêt de Rance fait partie du patrimoine du monastère de Sainte-Aldegonde à Maubeuge, qui nommera les curés. Au cours du XIe siècle, une "ville-neuve" est établie dans la forêt de Rance par défrichement.
Vers 1188, Baudouin V, comte de Hainaut, donne au monastère de Sainte-Aldegonde à Maubeuge par l'intermédiaire de son fidèle Ghislain, châtelain de Beaumont, un tiers de la dîme de Rance. En fait, il s’agit d’une restitution inspirée par le Décret de Gratien. C'est à cette époque que doit dater la fondation de la paroisse de Rance.
Au début du XVIIIe siècle, l'abbesse cède son droit de patronage à l'archidiacre de Hainaut. Les dîmes sont perçues par le curé au profit de la communauté paroissiale. Il est autorisé par le Souverain Conseil de Hainaut à en prélever 300 florins d'Espagne pour sa portion congrue.
La terre de Rance est attribuée en 1356 à Robert de Glynes, du pays de Looz — qui va épouser Jehenne de Beaumont — par Jean de Hainaut, seigneur de Beaumont, dont il avait été un compagnon d’armes. Elle restera dans cette famille jusqu'en 1483. À la fin du 16e siècle, les descendants de ce Robert de Glynes vont modifier leur nom en Glymes et même s’attribuer les armoiries des Glymes de Brabant.
La nef et le transept de l'église de Rance remontent au XVIe siècle. Ils sont de style gothique hennuyer. Le chœur a été construit en 1719, la tour en 1779.
Le château-fort construit au XIVe siècle par Jacques de Glimes possédait une chapelle fondée en 1322 et dont le bénéfice se trouvait être à la collation du prince de Chimay en 1703. Le château fut détruit en 1578 par les troupes de don Juan d'Autriche.

## Liste des bourgmestres de 1830 à 1977
- Ernest Challe, de 1926 à 1951, (PSC).

## Patrimoine et culture locale

### Patrimoine architectural
- Le Marbre de Rance, exporté partout en Europe, n'est plus exploité. La carrière est fermée. Ce marbre fut abondamment utilisé lors de la construction du Palais de Versailles.

- L'église Sainte-Aldegonde recèle de nombreux trésors en marbre local. Datant par des ancres de 1777, l'édifice est composé de trois nefs de trois travées[4].
- Chapelle du Calvaire (Grand Bon Dieu de Rance). Construite en briques et pierre de taille calcaire en 1833, de style néo-classique[5].
- Château-ferme, construit à la fin du XVIe siècle sans doute, par le maître de forge d'une famille locale célèbre, Pierre Jacquier. Il servit de refuge aux villageois comme l'indique le besogné de 1608 et le millésime de 1667 par les ancres du logis rappellerait un réaménagement[6].
- Chapelle Saint-Roch. Petit édifice qui date du XVIIIe siècle[7].
- Ancien moulin de Rance, cité en 1608 dans le besogné de Montbliart[8].

### Monuments
- Au canon : au carrefour des routes de Sivry et de Montbliart, on plaça en 1919 un obusier de tranchées abandonné par les troupes allemandes à l'endroit atteint par troupes françaises le 11 novembre 1918 à 11h. Il sera enlevé par les Allemands au début de la Seconde Guerre mondiale, puis remplacé à la fin de celle-ci.
- Le chêne des 4 frères : en 1939, Arthur Massart (1872-1939), échevin, légua à la commune un bois de 210 ha. Dans le bois existe une stèle qui commémore cette donation. Au cimetière (derrière l’église, à droite en entrant), sur la tombe de cet édile est sculpté un arbre d’un mètre de hauteur, qui représente ledit chêne, formé de 4 rejets d’un arbre, abattu vers 1820, qui se sont soudés pour ne plus former qu’un seul pied de 6 m de circonférence[9].
- Mémorial inauguré en juin 2023 et dédié à trois équipages alliés appartenant respectivement au Bomber Command de la RAF et de la RCAF et, à l'US Air Force, tombés à Rance entre juillet 1943 et novembre 1944, ayant causés pas moins de 18 victimes.

### Culture

#### Musée
Le Musée national du marbre, installé dans l'ancien hôtel de ville.

### Description de la peinture de 1597
Sur une gouache de l'un des albums de Croÿ (datée de 1597) Rance est représenté comme un village relativement arboré, organisé autour d'une église couverte d'ardoises, sur le flanc d'une petite colline boisée. L'ovale qui encadre le dessin semble avoir volontairement caché les ruines qui existaient à l'époque, car en réalité, Rance venait d'être fortement endommagé par la guerre, par les troupes du roi d'Espagne, puis par les bandes armées qui parcouraient le pays, sous l'autorité d'Henri VIII. En 1608, le besogné décrit 31 maisons restant encore à reconstruire (sur une centaine au maximum qui constituaient ce bourg). À cette époque le château orné de quatre tourelles, construit au XIVe siècle par Jean de Beaumont, frère de Guillaume Ier, (probablement au sud du chemin de Montbliart, selon l'archéologie et la toponymie) était en ruines. Des quelques « murailles de cailloux » et des chênes qui bordaient autrefois les chemins ne subsistent que des restes « pleins de nœuds et sans branches ». Sur la peinture de 1597, l'artiste a figuré une palissade de larges planches taillées en pointes sur la gauche du dessin, elle pourrait défendre l'accès aux ruines du château et/ou de la cense. L'artiste a aussi figuré un étang (appartenant à Pierre Jacquier, mayeur de Rance et maître des forges, dont la maison était la plus proche. Cet étang pourrait être le même que celui qui figure (mais plus près de l'église) sur des plans du XIXe siècle. Sur la droite du dessin de 1597, est dessinée une pièce d'eau, qui pourrait être la carrière abandonnée de marbre de Rance.

## Économie

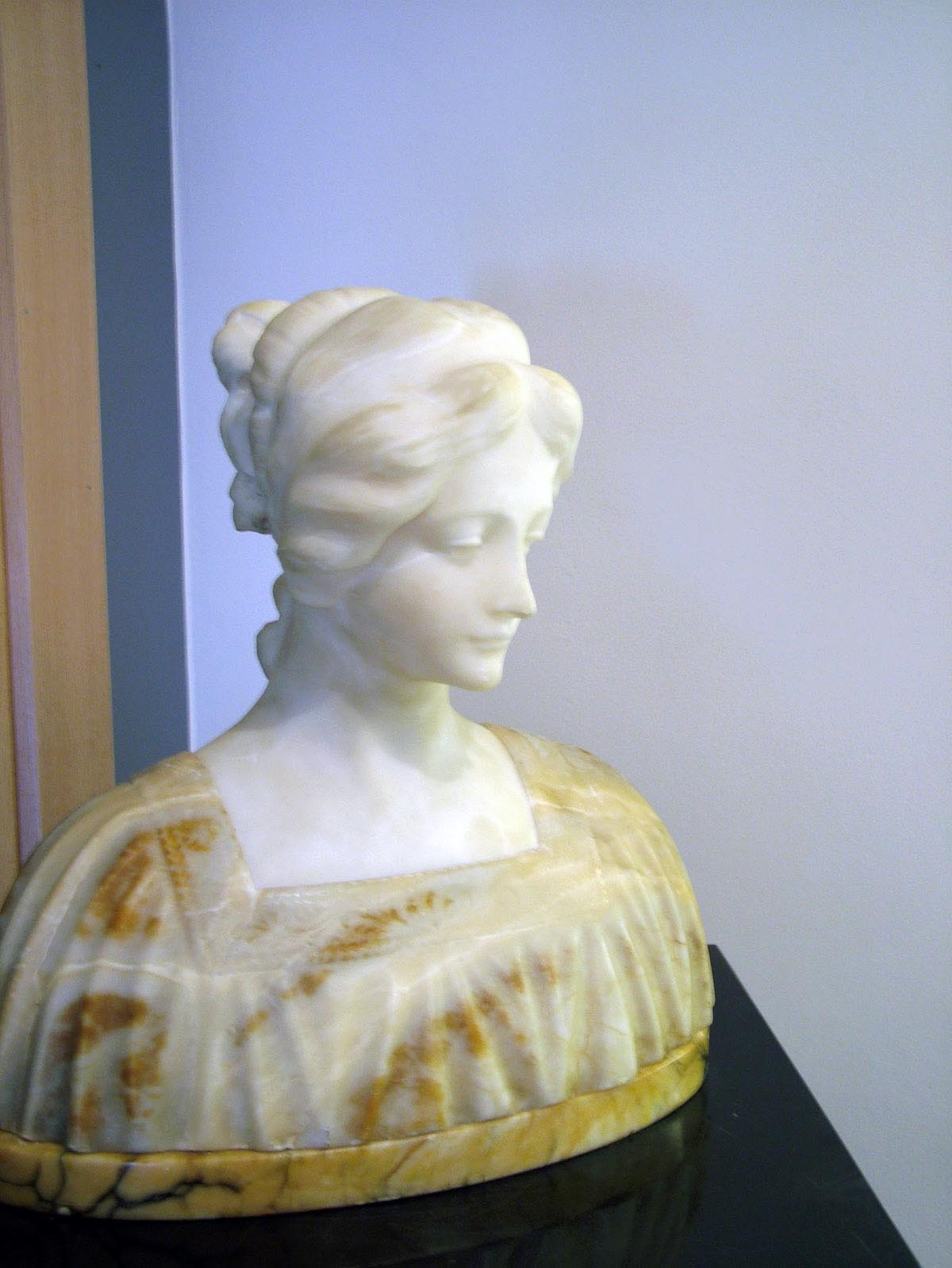
Buste de femme - Musée national du marbre de Rance.

Le marbre de Rance employé pour les pierres tombales puis comme pierre à bâtir, servira à profusion à partir de la Renaissance pour la décoration d’édifices de prestige. L’industrie marbrière rançoise connaîtra des heures de gloire jusqu’après la Seconde Guerre mondiale.
Entre 1769 et 1784, Pierre Thomas, un marbrier entreprenant du lieu, effectue 900 livraisons vers la France principalement. Durant ces 15 années, la production des carrières de Rance est réduite et ne représente que 5 % des livraisons, qui sont surtout redevables aux exploitations de Clermont (34 %), Cerfontaine (23 %), Soulme (19 %) et Merlemont (11 %).
L’industrie sidérurgique a fait la fortune de quelques familles comme les Jacquier au XVIe siècle. L'exploitation forestière est importante jusqu’au début du XXe siècle.

## Personnalité
Albert François (1879-1946), avocat, banquier et sénateur de Charleroi, né à Rance.